# 12-й армейский корпус (СССР)
12-й армейский корпус — общевойсковое соединение (стрелковый корпус → армейский корпус) РККА и Советской Армии Вооружённых сил Союза ССР.
Полное условное наименование 12-го армейского корпуса — Войсковая часть № 20650 (сокращенно, В/Ч 20650). Сокращённое действительное наименование формирования — 12 ак.

## История

### 1-е формирование
12-й стрелковый корпус РККА в Отдельной Кавказской армии был сформирован приказом войскам Отдельной Кавказской армии № 1707, от 16 ноября 1922 года (Сатин, Аркадий Иванович — начальник и военный комиссар штаба). В его состав входили управление (штаб-квартира — город Эривань), 3-я Кавказская и Армянская стрелковые дивизии. 12-й стрелковый корпус стрелковых войск РККА расформирован в соответствии с приказами войскам Отдельной Кавказской армии № 24/12, от 15 января, и № 77/29, от 1 февраля 1923 года.

### 2-е формирование
12-й стрелковый корпус РККА в Западно-Сибирском военном округе был сформирован приказом войскам Западно-Сибирского военного округа № 5, от 30 января 1923 года. В его состав входили управление (штаб-квартира — город Новониколаевск), 26-я и 35-я стрелковые дивизии. Воинские части стрелкового корпуса принимали участие в ликвидации якутского бунта (восстания) в январе — декабре 1923 года. 12-й стрелковый корпус расформирован приказом войскам Западно-Сибирского военного округа № 104/9, от 14 февраля 1924 года. 

### 3-е формирование
12-й стрелковый корпус был сформирован в РККА ВС Союза ССР на основании приказов войскам Приволжского военного округа (ПриВО) № 266/99, от 28 ноября 1930 года и по корпусу № 1/1, от 22 января 1931 года. Штаб-квартира управления 12 ск — город Саратов, позже станция Борзя. 12 ск входил в состав ПриВО (ноябрь 1930 года — сентябрь 1939 года), ЗабВО (с сентябрь 1939 года — 19?? года).
На 1940 год соединение включало управление, 65-ю, 94-ю и 152-ю стрелковые дивизии, и входило в состав 16-й (Борзинской) армии.
25 января 1940 года на основании директивы штаба Забайкальского военного округа № 19383/1 от 31 декабря 1939 года и приказа 12-го стрелкового корпуса № 003, от 21 января 1940 года, 65-я стрелковая дивизия была переформирована в моторизованную с тем же войсковым №. 26 апреля 1940 года 65-я мотодивизия снова была преобразована в стрелковую.
Корпус вступил в Великую Отечественную войну, на 22 июня 1941 года, состоял из управления, 65-й, 94-й стрелковых дивизии и 120-го отдельного зенитно-артиллерийского дивизиона.  27 июля 1941 года управление корпуса переформировано в управление 36-й армии, в соответствии с директивой Генерального штаба Красной Армии № 76818, от 24 апреля 1941 года.

#### Командование
Командиры корпуса
- __.12.1930 — 01.01.1931 — Г. П. Софронов
- 23.12.1933 — 05.06.1937 — комдив (с 20.11.1935) М. Г. Ефремов
- 13.06.1937 — 30.12.1937 — комдив С. А. Калинин
- __.03.1938 — __.06.1940 — комбриг, с 03.1938 комдив, с 4.06.1940 — генерал-майор В. Я. Колпакчи
- __.01.1941 — __.07.1941 — генерал-майор Петров, Даниил Ефимович

Начальники штаба
- __.11.1936 — __.06.1937 — П. А. Ермолин

### 4-е формирование
12-й стрелковый корпус был сформирован в 1942 году в составе управления, трёх стрелковых дивизий и корпусного комплекта частей. С 13 октября по 9 декабря 1942 года формирование входило в состав Закавказского фронта (ЗакФ), и имело также в своём составе 132-й отдельный батальон связи (132 обс), 51-й укреплённый район (51 ур) дислоцировавшийся в Ахалкалакском и Батумском укреплённых районах. С 22 ноября по 9 декабря  1942 года в состав корпуса входили 9-я горно-стрелковая дивизия (9 гсд) и 406-я стрелковая дивизия (406 сд).
В 1949 году переформировывается в 12-й горнострелковый корпус СКВО со штабом во Владикавказе. 9-я отдельная кадровая пластунская стрелковая бригада с 9 июня 1949 года переформировывается в 9-ю горнострелковую дивизию. 11-я отдельная стрелковая бригада с августа 1949 года переформировывается в 19-ю горнострелковую дивизию. 42-я стрелковая дивизия (г. Грозный Чечено-Ингушской АССР) переформирована в 24-ю гвардейскую Евпаторийскую Краснознамённую горнострелковую дивизию.
В 1954 году корпус вновь переформировывается в 12-й горнострелковый корпус, а в июне 1957 года — в 12-й армейский корпус, а его дивизии в мотострелковые. После перевода штаба корпуса в город Краснодар из состава корпуса были исключены 19-я мотострелковая дивизия и 42-я гвардейская мотострелковая дивизия
В мае 1992 года 12-й армейский корпус был расформирован.

#### Состав на 1990 год

##### Управление и корпусные части
- Командир корпуса генерал-майор Николай Крутько.
- Штаб корпуса — Краснодар, Начальник штаба генерал-майор Люфи Ян Кичо
- 99-я ракетная бригада. Командир полковник Николай Скипин
- 102-я зенитная ракетная бригада
- аабр БМ Славянск-на-Кубани
- 291-я артиллерийская бригада (свёрнута) командир полковник Маркарян Пётр Аванесович
- 214-я инженерная бригада. Командир полковник Золотов Валерий Фёдорович
- 75-я отдельная бригада материального обеспечения. Командир полковник В. Данилевский
- 162-й инженерный полк
- 305-й инженерный полк
- 64-й отдельный батальон связи, Краснодар. Командир подполковник Ильичёв Александр (10 Р-145БМ, 1 Р-156БТР, Р-137Б, 1 П-240БТ)
- 170-й отдельный радиотехнический батальон, Краснодар (1 Р-145БМ)
- 444-й отдельный батальон РЭБ
- 700-й отдельный ремонтно-восстановительный батальон
- 5383-я база хранения имущества, Новороссийск (38 Р-145БМ, 49 МТ-ЛБ)

##### Дивизии
- 9-я мотострелковая Краснодарская Краснознамённая орденов Кутузова и Красной Звезды дивизия им. Верховного Совета Грузинской ССР, Майкоп Командир дивизии генерал-майор Дорофеев, Александр Анатольевич.
- 19-я мотострелковая Воронежско-Шумлинская Краснознамённая орденов Суворова и Трудового Красного Знамени дивизия
- 42-я гвардейская мотострелковая Евпаторийская Краснознамённая дивизия. К 1 сентября 1949 г. из МВО передислоцирована 42-я гвардейская мотострелковая дивизия в г. Грозный Чечено-Ингушской АССР и переформированна в 24-ю гвардейскую Евпаторийскую Краснознамённую горнострелковую дивизию СКВО. 1 июня 1957 г. соединение преобразовано в 42-ю гвардейскую Евпаторийскую Краснознамённую мотострелковую дивизию 12-го армейского корпуса. В конце 1960-х гг. дивизия стала учебной окружного подчинения.

После перевода штаба корпуса в Краснодар из состава корпуса были исключены 19-я мотострелковая дивизия и 42-я гвардейская мотострелковая дивизия, а в состав корпуса вошли:
- 113-я мотострелковая дивизия, Молькино, Саратовский учебный центр. Переформирована в базу хранения. Командир — полковник Игорь Зайченко.
- 156-я мотострелковая дивизия, Новороссийск, Анапа, Славянск-на-Кубани. Переформирована в 5383-ю базу хранения имущества. Командир — полковник Валентин Нефёдов

#### Командование
Командиры корпуса

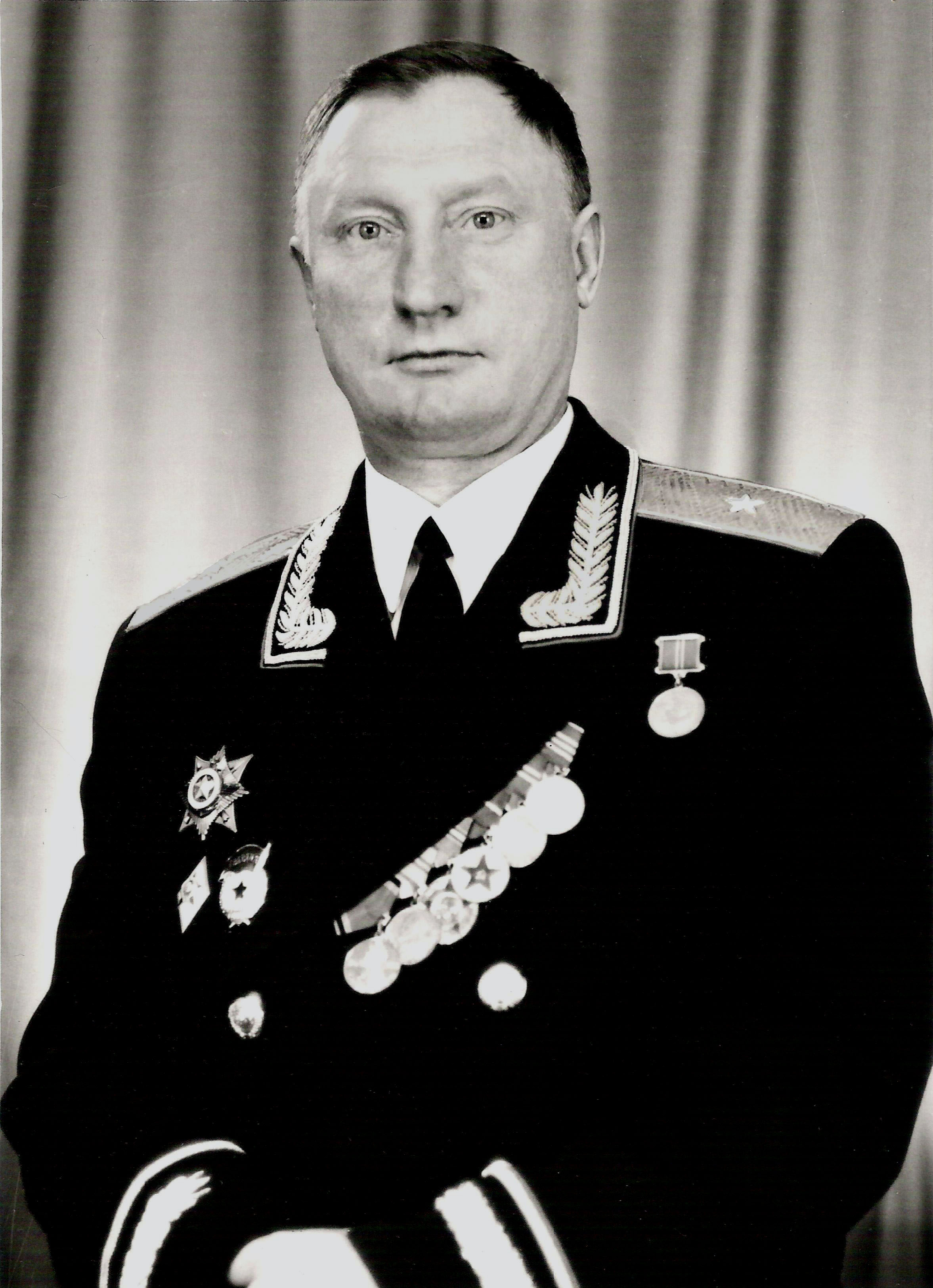
Пивоваров В. Н. комкор

- 13.10.1942 — 06.1946 генерал-майор Купарадзе, Георгий Иванович
- 30.12.1948 — 28.07.1949 генерал-майор Федюнькин, Иван Фёдорович
- 28.07.1949 — 15.12.1950 генерал-лейтенант Папченко, Михаил Данилович
- 11.01.1951 — 18.05.1953 генерал-майор Щагин, Александр Ильич
- 18.05.1953 — 16.06.1954 генерал-лейтенант Соколов, Сергей Владимирович
- 17.06.1954 — 11.06.1956 генерал-майор Глебов, Виктор Сергеевич
- 12.06.1956 — ??.02.1958 генерал-лейтенант Лященко, Николай Георгиевич
- 02.1958 — 06.1960 генерал-майор танковых войск Обатуров, Геннадий Иванович
- 1960 — 1963 генерал-майор Рыкалов, Фёдор Иванович
- 1964 — 1965 генерал-лейтенант Кравченко
- 1973 — 1975 генерал-лейтенант Столяров, Николай
- 1975 — 1977 генерал-майор Колесов, Владлен Серафимович
- 09.1977 — 1979 генерал-майор Петров, Юрий Викторович
- 08.1979 — 1980 генерал-майор Зайцев, Лев Михайлович
- 1981 — 1984 генерал-майор Пивоваров, Валентин Николаевич
- 1984 — 1986 генерал-майор Раджибаев, Виликиян Юнусович
- 1986 — 1988 генерал-майор Балашов, Игорь Иванович
- 1988 — 1989 генерал-майор Лагошин, Валерий Владимирович
- 1989 — 1990 генерал-майор Крутько, Николай Владимирович

Заместители командира корпуса
- 1972—1973 генерал-майор Абашидзе, Лери Иванович
- 1973—1976 генерал-майор Лобода, Александр Михайлович
- 1976—1978 генерал-майор Ковалёв Владимир Алексеевич
- 1979—1981 полковник Пыпник, Николай Андреевич
- 1985—1989 полковник Цилько, Генрих Евгеньевич

Начальники штаба корпуса
- 1973—1978 генерал-майор Гаврилов, Иван Сергеевич
- 1977—1991 генерал-майор Люфи Ян Кичо

Заместители командира корпуса по политической части — начальники политотдела корпуса
- 1970 (?) полковник Бугаев, Павел Иванович
- 1975—1979 полковник Тарасов, Борис Васильевич
- 1980 полковник Иван Гаврилович Шаповалов
- 1984—1988 полковник Диденко, Алексей Григорьевич
- 1988—1990 полковник Петраковский Василий Иосифович

Заместители командира корпуса по вооружению-начальник вооружения корпуса
- инженер-полковник Василий Кондратьевич Смолин
- 1985—1986 полковник Владимир Петрович Мерс
- 1986—1987 генерал-майор Калабухов, Николай Семёнович
- 1987—1994 полковник Соколовский Бронислав Александрович

Заместители командира корпуса по тылу-начальники тыла корпуса
- 1970—1975 Дорошенко Николай Яковлевич
- 1975-март 1978 полковник Миргородский, Виктор Александрович
- 1978—1979 полковник Леонид Васильевич Орлик
- 1979 полковник Александр Николаевич Кулешов

Начальник отдела боевой подготовки
- 1975—1979 полковник Аничкин, Василий Егорович
- 1985—1991 полковник Борис Григорьевич Косянчук